# Wu Ching-Jing
Wu Ching-Jing (né le 15 mai 1958) est un athlète taïwanais, spécialiste du 110 mètres haies.

## Biographie
Il remporte la médaille d'or du 110 m haies lors des championnats d'Asie 1983, à Koweït.

### Palmarès
| Date | Compétition         | Lieu   | Résultat | Épreuve     | Performance |
| ---- | ------------------- | ------ | -------- | ----------- | ----------- |
| 1983 | Championnats d'Asie | Koweït | 1er      | 110 m haies | 13 s 90     |

### Records
| Épreuve     | Performance | Lieu   | Date            |
| ----------- | ----------- | ------ | --------------- |
| 110 m haies | 13 s 90     | Koweït | 5 novembre 1983 |